# Upplands runinskrifter 525
Upplands runinskrifter 525 är tre vikingatida runstensfragment av granit i Österlisa, Länna socken och Norrtälje kommun. De tre fragmenten sattes ihop och restes 1943. Alla delar av runstenen har dock inte återfunnits. U 525 är 1,50 meter hög och 90 centimeter bred.

## Inskriften
Translitterering av runraden:
... -ftiʀ suin × (f)oþur si(n) ...-----n-usuns × au--(s)--(þ)-- ×
Normalisering till runsvenska:
... [æ]ftiʀ Svæin, faður sinn ... ...
Översättning till nusvenska:
... efter Sven, sin fader ...